# Incidentes e acidentes com aeronaves da Air France
A companhia Air France, que em 2024 tem 85 anos de idade, teve 13 dos acidentes que envolveram perda de vidas.
A seguir são informados os acidentes e incidentes graves: 

## 1940
- Em 27 de outubro de 1949, o boxeador Marcel Cerdán, o violinista Ginette Neveu, alguns membros da Barnum & Bailey Circus e o chefe de marketing da Walt Disney Studios, Kay Kamen,[2] morreram quando um voo da Air France caiu em uma montanha, depois de duas tentativas de aterrissar no aeroporto de São Miguel, no arquipélago dos Açores.[3]

## 1950
- Após as noites de 12 e 14 de junho de 1950, dois Air France Douglas DC-4 s (matrícula F-BBDE e F-BBDM, respectivamente) caíram no mar nas proximidades de Bahrain no momento de sua aterrissagem, combinando com uma perda de 86 vidas. O primeiro acidente custou a vida de 40 dos 53 ocupantes da segunda e 46 dos 52. Ambas as aeronaves tinham operado a Karachi, Paquistão, a porção do Bahrain Air France Saigon, Vietnã - Paris sector. Os investigadores concluíram que o acidente foi causado pelo piloto no comando não manter a sua correta altitude até a pista, luzes ficaram visíveis durante o pouso em Bahrain no primeiro acidente, e que o piloto não manteve uma verificação rigorosa da sua altitude e taxa de descida durante o processo na segunda abordagem acidente. [4]

- Em 3 de Fevereiro de 1951, um Douglas DC-4 (matrícula F-BBDO) operando pela Air France Douala, Camarões, a Niamey, Níger, chocou-se com a Montanha Britânica (Com 13.354 pés de altitude), em Camarões, próximo a cidade de Bouea, Camarões, a oeste de Douala, a uma altura de 8500 pés . A aeronave foi destruída, matando todos os 29 ocupantes. A montanha foi provavelmente avistada a partir da cabine de pilotagem, devido ao nevoeiro em torno dela. Embora o piloto imediatamente virou-se para a esquerda, a asa esquerda do avião atingiu o terreno com a sua subida acentuada. Sobre o acidente, pesquisadores concluíram que a tripulação seguiu um procedimento diferente impreciso de navegação. Os pesquisadores ainda detalharam que a tripulação não verificou o projeto. Além disso, são atribuídos a tripulação o erro de julgamento e o excesso de confiança ao sobrevoar montanhas cobertas por nevoeiros como fatores adicionais.[5]

- Em 3 de Março de 1952, um SNCASE Languedoc (matrícula F-BCUM) operando um voo de passageiros a partir de  Nice Le Var Aeroporto para Paris Le Bourget Airport caiu pouco depois de decolar, culminando com a perda de vidas de todos os 38 passageiros a bordo. Logo após a decolagem do aeroporto de Le Var, o avião começou a pender para a esquerda. Esta situação aumentou progressivamente até o avião virar mais sobre as suas costas e cair. Pesquisadores atribuíram o acidente a um bloqueio da aeronave ailerons para a esquerda, como resultado de uma falha mecânica relacionada ao design.[6]

- Em 29 de Abril de 1952, um Douglas C-54 A (matrícula F-Beli) operando um serviço interno Alemão, de Frankfurt Rhein-Main Aeroporto para Berlim Tempelhof Airport foi abordado por dois caças Mig-15 soviéticos MiG 15 enquanto sobrevoavam um dos "Corredores aéreos aliados" sobre a Alemanha Oriental. Embora o ataque tenha danificado seriamente a aeronave, forçando o desligamento dos motores três e quatro, o piloto aterrissou com segurança em Berlim Ocidental 's Aeroporto Tempelhof. Uma inspeção posterior da aeronave, no aeroporto de Tempelhof revelou que havia sido atingida por 89 tiros disparados a partir do GAI Soviética durante a ataque aéreo. 3 passageiros foram feridos. O avião transportava 17 pessoas (seis tripulantes, onze passageiros). As autoridades militares soviéticas defendeu este atentado contra um avião civil, alegando a Air France avião estava fora do corredor aéreo no momento do ataque.[7]

- Em 1 de Setembro de 1953, um Lockheed L-749A Constellation (matrícula F-BAZZ) que operam o Paris-Nice parte de um voo curto para Hong Kong caindo em Monte Cemet , França, com a perda de vidas todas as 42 pessoas a bordo. O acidente ocorreu enquanto a tripulação se preparava para aterrissar em Nice, no aeroporto de Côte d'Azur, os aviões da primeira parada programada. O inquérito apurou acidente "voo controlado em terreno (CFIT)", como a causa.[8]

- Em 8 de Abril de 1957, um Douglas C-47 B (matrícula F-BEIK) operando um plano de voo Argéliano a partir de Biskra perdeu altura até cair, uma milha após a decolagem, com a perda de vidas todos os 34 a bordo.[9]

- Em 31 de Maio de 1958, um Douglas C-47 A (matrícula F-BHKV) operando um voo argeliano sem-escalas a partir de Argel para Colomb-Béchard caiu perto de Molière, causando a morte de todos os 15 a bordo.[10]

## 1960
- Em 29 de Agosto de 1960, um Lockheed L-1049G Super Constellation (matrícula F-BHBC) operando AF343 voo de Paris para Abidjan, Costa do Marfim (Côte d'Ivoire), através da Dakar, no Senegal, caiu no mar com a perda de vidas todos os 63 a bordo da aeronave durante o voo da tripulação fez uma segunda tentativa de terras em Dakar's Yoff Aeroporto.[11]

- Em 10 de Maio de 1961, um Lockheed L-1649A Starliner (matrícula F-BHBM) que operam a Fort Lamy (actual N'Djamena), Chade, a  Marselha Marignane parte da Air France Brazzaville, Congo - Paris sector no voo AF406 colidiu na Saara deserto perto Edjele, Argélia, com a perda de vidas todos os 78 a bordo. A aeronave estava a uma altitude de cruzeiro 20000 pés  quando o seu empenagem falhou. Isto provocou a ruptura da colisão em voo e no deserto do Saara. O acidente pesquisadores acreditavam que a empenagem separada do resto da aeronave como um resultado da detonação de uma nitrocelulose explosivo.[12]

- Em 12 de Setembro de 1961, uma Sud Aviation SE-210 Caravelle III (matrícula F-BJTB) que operam de Paris-Orly Rabat-Casablanca, o sector como voo AF2005 caiu perto de Rabat, Venda Aeroporto, com a perda de vidas todos os 77 a bordo. No momento do acidente meteorológicos as condições no local eram de espessura, baixa nevoeiro. As más condições atmosféricas reduzida visibilidade horizontal e teto. O piloto informou ATC o que ele queria tentar, através de uma pausa durante o NDB. A aeronave foi destruída pelo fogo quando se impactado o chão, matando todos a bordo. O acidente pesquisadores citados, o comandante do erro na leitura seus instrumentos como a causa mais provável.[13]

- Voo Air France 007. Em 3 de Junho de 1962, um fretado  Boeing 707-328, Chateau de Sully, voando do aeroporto de Orly, Paris, França , no aeroporto Hartsfield-Jackson em Atlanta, EUA, em Orly caiu durante a decolagem, 130 fora de 132 pessoas a bordo foram mortos. Dois voo atendentes sessão na seção traseira da aeronave foram salvas. O inquérito revelou uma falha no motor, que tinha levado a uma inadequada (e não-ajustável) elevador caimento. Freio marcas medição 1.500 pés (457 m) foram encontrados na pista, o que indica que o voo da tripulação tentou abortar a decolagem. A aeronave laminados direito enquanto apenas sete pés (dois metros) a partir do solo, causando a sua direita para bater no chão. Caiu 50 metros (45 metros) da pista e explodiu.[14] Dos 106 passageiros foram Atlanta arte fregueses que tinham terminado uma turnê de capitais europeias. Ann Uhry Abrams, o autor de Explosão em Orly: A True Account dos Desastres que Transformado Atlanta, descreveu o incidente como "Atlanta's versão de 11 de setembro, em que o impacto sobre o cidade em 1962 era comparável à de Nova Iorque de 11 de setembro. "Este foi o acidente mortal na história Air France até o acidente da Air France Flight 447.[15]

- Em 22 de Junho de 1962, a Air France voo 117, operado com um Boeing 707-328 (matrícula F-BHST), caiu em uma floresta em uma colina a uma altitude de cerca de 4000 pés  durante ruim tempo, ao tentar desembarcar em Ponto-à-Pitre, de Guadalupe, Antilhas, matando todos os 113 a bordo. A aeronave foi uma tentativa de não-precisão NDB abordagem. Uma avaria VOR e pobres estação NDB recepção devido a tempestades foram responsabilizados pelo acidente. A célula acculumated tinha apenas 985 horas de voo no momento do acidente.[16][17]

- Em 6 de Março de 1968, um  Boeing 707-328C (matrícula F-BLCJ) que operam a Caracas-Point-à-Pitre sector voo 212 da Air France bateu o sul de La Soufriere Montanha, a uma altitude de 3.937 pés, 27,5 km SSW de Le Raizet Aeroporto, com a perda de vidas todos os 63 a bordo. Quando tinha limpou ATC de voo da tripulação para uma aproximação visual ao Le Raizet da pista 11, a tripulação tinha relatado o aeródromo à vista. Voo 212 começou a descer a partir de FL 90 e passou Saint Claude, a uma altitude de cerca de 4400 pés. O acidente pesquisadores citados como a provável causa uma aproximação visual procedimento na noite em que a descida foi iniciada a partir de um ponto identificado incorretamente. Charlie Juliet havia pilotado por 33 horas desde a Boeing próximos ao largo da linha de produção, e foi em sua segunda receitas de serviço (o seu voo inaugural passageiros foi a do dia anterior saídos de viagem de Paris).[18]

- Em 11 de Setembro de 1968, uma Sud Aviation SE-210 Caravelle III (matrícula F-BOHB) que operam a Ajaccio, Córsega - Nice, o sector como voo AF1611 caiu no mar perto de Cap d'Antibes Nice off com a perda de vidas todos os 95 a bordo. O acidente ocorreu durante o voo da tripulação tentou um pouso de emergência no Aeroporto Côte d'Azur, na sequência da detecção de um incêndio na traseira da cabina da aeronave 21 minutos após a decolagem de Ajaccio. O acidente pesquisadores acreditavam que o fogo havia começado na direita lavatório e cozinha área.[19]

- Em 4 de Dezembro de 1969, um  Boeing 707-328B (matrícula F-BHSZ) que operam a Caracas-Point-à-Pitre sector da Air France voo 212 caiu no mar pouco após decolar a partir de Simon Bolivar International Airport, com a perda de todos os 62 a bordo.[20]

## 1970
- Em 12 de Junho de 1975, um Boeing 747-128 (matrícula N28888) que operam no sector entre Bombaim (actual Bombaim), Índia, e Tel Aviv, Israel, de voo AF193 para Paris-Charles de Gaulle, foi destruída por um incêndio no terreno em Bombaim's Aeroporto Santa Cruz, na sequência de uma abortada decolagem. O pneu da aeronave em sua mão direita principal trem de aterragem não tinha tempo de voo da tripulação estava executando um 180º por sua vez, no início de Santa Cruz do Aeroporto da pista 27. Quando o voo da tripulação começou a correr a sua decolagem, outro pneu falhou. Nesse ponto do avião rodas e travagem montagem entrou em contato com a pista, iniciando um incêndio. A tripulação a decolagem abortada. O consequente atraso no encerramento dos motores, bem como a incorrecta utilização do aeroporto de bombeiros, o incêndio causou a espalhar-se, levando à destruição total do avião. Não houve mortes entre os 394 ocupantes (18 tripulantes e 376 passageiros).[21]

- Operação Entebbe: Em 27 de Junho de 1976, um Airbus A300 (matrícula F-BVGG) que operam a partir de voo AF139 Tel Aviv para Paris através de Atenas, foi invadida pouco tempo depois da partida Atenas. Após o reabastecimento em Benghazi, Líbia, os sequestradores exigiram que ser voado para Entebe, Uganda. Um dos reféns foi libertado em Benghazi e em Uganda outra 155 não-israelitas e / ou não-judias reféns foram libertados. A tripulação permaneceu com os reféns após Capitão Bacos insistiu que ele era responsável por eles. Após vários dias de negociação e de intervenções diplomáticas, Israel lançou um commando raid em Entebbe para libertá-las. Durante o assalto todos os seis dos sequestradores foram mortos como foram três reféns. O líder do assalto também foi morto. Um refém foi desaparecidos. Ela tinha sido levado para Hospital Mulago antes do ataque e depois morto em Idi Amin 's ordens.

## 1980
- Em 18 de Janeiro de 1984, uma explosão na carga de um Boeing 747 rota de Karachi, no Paquistão, para Dhahran, a Arábia Saudita, pouco depois da partida Karachi explodiu um buraco na direito traseiro carga. A perda de pressão da cabina exigiu uma descida imediata para 5000 pés . A aeronave retornou a Karachi, sem vítimas mortais entre os 261 ocupantes com 15 tripulantes e 246 passageiros.[22]

- Em 26 de Junho de 1988, a Air France Air France voo 296,  Airbus A320-111 (matrícula F-GFKC) caiu próximo ao aeroporto de  Mulhouse Habsheim, na franco-alemã da região fronteiriça de Alsace. O acidente ocorreu durante um Airshow, enquanto o voo da tripulação estava realizando um flypast a baixa altura e velocidade. A aeronave overflew a pista em boas condições meteorológicas. Segundos depois, a aeronave atingiu árvores atrás da pista e caiu em uma floresta, como um resultado de voar muito baixo e muito lento. Três passageiros morreram e cerca de 50 ficaram feridas.[23]

## 1990
- Em 24 de Dezembro de 1994, o voo 8969 da Air France, um Airbus A300B2-1C (matrícula F-GBEC) foi invadida no Houari Boumedienne Aeroporto em Argel, Argélia, por quatro terroristas que pertencia à Grupo Islâmico Armado. Os terroristas aparentemente destinados a queda do avião ao longo do Torre Eiffel em Dia de Santo Estêvão. Após uma tentativa fracassada de sair Marseille tiroteiro na sequência de um confronto entre os terroristas e as Forças Especiais GIGN francês, o resultado foi a morte de todos os quatro terroristas. (Snipers em frente ao terminal do telhado morto dois dos terroristas. Os outros dois terroristas morreram em consequência de tiros na cabine após aproximadamente 20 minutos.) Três reféns, incluindo um Vietnã ese diplomata foram executadas, 229 reféns sobreviveu , muitos deles feridos por estilhaços. Os quase 15 anos de idade aeronave foi amortizado.

- Em 5 de Setembro de 1996, turbulência causado ferimentos a três passageiros em um Boeing 747, em meados de ar perto de Ouagadougou, Burkina Faso. Um morreu depois de ferimentos recebidos durante o voo a partir de uma tela para projeção cinematográfica.[24][25]

- Em 20 de Abril de 1998, a Air France voo a partir de Bogotá no Aeroporto Eldorado, Colômbia, a Quito, Equador, utilizando um aeronaves alugadas a partir de TAME e pilotado por Equador ian tripulação, caiu em uma montanha perto de Bogotá. Todos os 43 passageiros e 10 tripulantes morreram.[24][26]

- Em 5 de Março de 1999, um ex-UTAs um Boeing 747-2B3F (SCD) cargueiro (matrícula F-GPAN) transportando um receitas carga de 66 toneladas em voo AF6745 de Paris Charles de Gaulle para a Madras Meenambakkam, a Índia, através do Aeroporto Karachi, do Paquistão no Aeroporto HAL Bangalore, a Índia, o crash-desembarcados, pegou fogo e queimou fora. Meenambakkam ATC teve limpou a aeronave para um ILS aproximação ao aeroporto da pista 07. A tripulação abandonou a abordagem devido a dificuldades técnicas. A aeronave circulados para tentar uma segunda abordagem. No final da segunda abordagem, o nariz da aeronave atingiu a pista ao mesmo tempo tocando baixo porque o seu nariz artes ou não foi baixo ou não trancadas. O avião skidded e entrou para descansar 7000 pés estabelece a 13.050 pés pista. Depois de ter chegado a um impasse, os tripulantes notaram fumaça na cabina de pilotagem, e começou a apagar as chamas. Pouco depois, chamas eclodiram na secção dianteira da aeronave. Um membro da tripulação conseguiram escapar da cabina de pilotagem através de um corda da escada. Os restantes quatro membros da tripulação foram resgatados por bombeiros do aeroporto a partir da retaguarda, antes de as chamas mergulhou toda a aeronave. Os bombeiros não foi capaz de extinguir o fogo e queimou a aeronave para fora.[27][28]

## 2000
- Em 25 de Julho de 2000, a "Air France voo 4590", um Concorde (matrícula F-BTSC) charter com partida a partir de Gaulle, em Paris com destino a New York's JFK Airport colidiu contra um hotel, logo após a decolagem, em gonensse na França. Todas as 109 pessoas a bordo morreram, juntamente com quatro pessoas no terreno. De acordo com o acidente de inquérito, a provável causa disso foi a destruição de um dos pneus da roda principal, como resultado da passagem em alta velocidade sobre uma parte perdida por uma pré-partida  de um DC-10 da Continental Airlines Durante a  decolagem . A perfuração de um dos reservatórios de combustível por uma peça do pneu fez com que o tanque  explodisse causando uma perda de impulso no motor número um e dois em rápida sucessão um incêndio.O avião perdeu Estabilidade e altitude e se chocou com o hotel.Esse acidente resultou na suspensão definitiva dos voos do Concorde.[29]

- Em 2 de Agosto de 2005, o voo 358, de um Airbus A340-300 (matrícula F-GLZQ) ultrapassou a pista em Aeroporto Internacional Toronto Pearson durante uma tempestade. O avião continuou por 300 metros antes de parar no fundo de um barranco, no final da pista adjacente a Highway 401. Todos os 297 passageiros e 12 tripulantes sobreviveram, mas o avião foi completamente destruído pelo fogo. O inquérito-piloto predominantemente culpou erro quando confrontada com as condições climáticas severas. Classe acção lei fatos sobre o incidente estão em curso.

- No dia 31 de maio de 2009 , o voo AF 447 da Air France decolou do Aeroporto Internacional Tom Jobim no  Rio de Janeiro com destino ao Aeroporto Internacional Charles de Gaulle em Paris. A aeronave usada era um Airbus A330 com Matrícula F-GZCP e tinha 228 pessoas a bordo entre passageiros e tripulação. Durante o voo , o avião perdeu contato com o centro de controle. Alguns dias depois foram encontrados os destroços do avião. Não houve sobreviventes. A causa do acidente não foi apurada. O que se sabe é que o avião enfrentou uma forte tempestade e sofreu muitas panes de sistemas e despressuirização de cabine e que o avião estava inteiro quando se chocou com o mar. Alguns acreditam que o piloto tentou uma amerrissagem, ou seja um pouso na água, como a que tinha sido realizada com sucesso em Nova York por um A320 da US Airways alguns meses antes.  As hipóteses consideradas são as de falha humana ou entupimento dos Tubos de Pitot . Pilotos de um A330 da TAP Portugal e de um Boeing 747 da Air Comet nas proximidades reportaram que viram fogo no céu. Ambos os aviões desviaram-se de suas rotas para evitar a Tempestade. Também foi considerada a hipótese de falha do Cindacta III por não reportar aos pilotos sobre a intensidade da Tempestade. As buscas pelas caixas Pretas] do avião foram encerradas pela marinha Brasileira, mas o Governo Francês quer reiniciar as buscas. Depois do acidente, a Airbus enviou uma recomendação a todas a companhias aéreas que operam seus aparelhos

```
para que realizassem uma substituição nos tubos de pitot. Esse foi o pior desastre aéreo da aviação francesa e o pior envolvendo um A330.
```

## Sequestros
Air France foi alvo de vários sequestros. Eles ocorreram na seguinte sequência: 
- 1973 Marseille
- 1976 Benghazi (Operação Entebbe) - veja abaixo - e Saigon
- 1977 Benghazi
- 1983 Genebra
- 1984 Genebra, duas vezes
- 1989 Argel
- 1993 Nice
- 1994 Argel - ver acima
- 1999 Paris.

Em 24 de Dezembro de 2003, três voos Air France com destino a Aeroporto Internacional de Los Angeles foram cancelados devido a receios de que a terroristas foram dirigidas a esses voos.